# 10038 Tanaro
10038 Tanaro è un asteroide della fascia principale. Scoperto nel 1984, presenta un'orbita caratterizzata da un semiasse maggiore pari a 2,1486988 au e da un'eccentricità di 0,1016921, inclinata di 3,39545° rispetto all'eclittica.
L'asteroide è dedicato all'omonimo fiume.